# Мейендорф, Пётр Казимирович
Барон Пётр Казимирович Мейендорф (нем. Peter Leonhard Suidigerius Freiherr von Meyendorff; 1796—1863) — русский дипломат, действительный тайный советник, обер-гофмейстер (1857) из остзейского рода Мейендорфов.

## Биография
Третий сын генерала от инфантерии барона Казимира Ивановича Мейендорфа (1749—1813) от брака с Анной-Екатериной Фегезак (1771—1840) родился в Риге в 1796 году; по одним сведениям — 26 августа, по другим — 13 августа.
Вместе со старшими братьями Казимиром и Георгом посещал основанный Наполеоном лицей в Меце, пока в 1811 году не перевёлся в Петербургский горный институт. С 21 октября 1812 года состоял на службе; добровольцем участвовал в заграничных походах русской армии 1813—1814 годов.
В 1816 году два семестра посещал лекции в Геттингенском университете.
В 1817 году поступил на российскую дипломатическую службу. Сначала служил в Министерстве иностранных дел, с 1820 года — исправляющий должность поверенного в делах русской миссии в Нидерландах; в 1824 году был назначен секретарём российской миссии в Испании; затем состоял советником российского посольства в Австрии (1827—1832).
В 1832 году был назначен чрезвычайным посланником и полномочным министром в Вюртемберге; с 10 апреля 1832 года — действительный статский советник. С 1839 по 1850 год состоял чрезвычайным посланником при прусском дворе в Берлине. Принимал участие в подготовке Лондонского соглашения, закрепившего за Данией обладание Голштинией, и в подготовке Ольмюцкого соглашения 1850 года между Пруссией и Австрией. С 1850 по 1854 год был чрезвычайным и полномочным послом в Австрийской империи.
С 14 апреля 1840 года — тайный советник; 1 июля 1854 года был произведён в действительные тайные советники.
В 1854 году был назначен членом Государственного совета и Комитета министров. Почётный член Петербургской академии наук c 22 декабря 1856 года. В 1857 году пожалован в обер-гофмейстеры. В декабре 1858 года вошёл в состав Комитета железных дорог. За службу удостоен высших российских орденов.
30 апреля 1862 года  Александр II пожаловал Мейендорфу бриллиантовые знаки ордена Святого Апостола Андрея Первозванного.

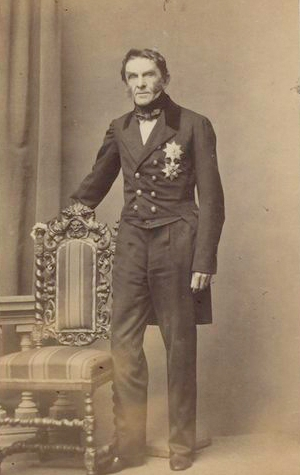
Пётр Казимирович Мейендорф

Умер 7 (19) марта 1863 года. Похоронен на Смоленском лютеранском кладбище в Санкт-Петербурге.

## Семья
Женился 20 февраля 1830 года в Вене на графине Софье Рудольфовне Буоль фон Шауенштейн (14.09.1800, Гамбург — 19.03.1868), сестре австрийского первого министра и министра иностранных дел Карла Фердинанда фон Буоль-Шауэнштейна. С 1845 года — кавалерственная дама ордена Св. Екатерины 2-й степени. По отзывам современников, баронесса Мейендорф была дама не видная, держала себя гордо и серьёзно, но несмотря на свой холодный вид в сущности она была добрейшей, мягкосердечной женщиной; безусловно умной и донельзя оригинальной, своими остроумными, шутливыми выходками она поражала и занимала всех, она слова не могла сказать, чтобы не рассмешить до упаду. Благородная, религиозная и благотворительная, при всем том она была австрийка настойчивая и несколько своенравная. Ревностная католичка, она очень баловала своих детей, которые также были католиками. Овдовев, она навсегда переселилась в Штутгарт, где и провела свои последние дни. Дети:
- Александр (1831—1855), убит под Севастополем во время Крымской войны;
- Рудольф (1832—1883), флигель-адъютант при императоре; известен тем, что в 1868 году в Мюнхене дрался на дуэли с русским послом при французском дворе бароном А. Ф. Будбергом. Следствием дуэли явился конец дипломатической карьеры Будберга.
- Эрнест (1836—1902), гофмейстер, посол России в Португалии (1896—1899).

## Отзывы современников
Один русский сановник прекрасно определил барона Петра Казимировича, сказав о нём: «Барон Мейендорф — человек умный и ученый, он знает все в мире, за исключением России, о которой не имеет никакого понятия».— Долгоруков, Пётр Владимирович

Самое симпатичное, с моей точки зрения, явление среди дипломатов старшего поколения. Он был в своё время посланником в Берлине и по образованию и утонченным манерам принадлежал скорее александровскому времени. В ту пору он благодаря уму и храбрости выбился из положения молодого офицера армейского полка, с которым проделал французские походы, до уровня государственного деятеля, к слову которого внимательно прислушивался император Николай. Гостеприимный дом Мейендорфа как в Берлине, так и в Петербурге был местом, куда приятно было прийти, чему немало способствовала его супруга, по-мужски умная женщина...— Бисмарк, Отто фон